# Сонячний (Дніпро)

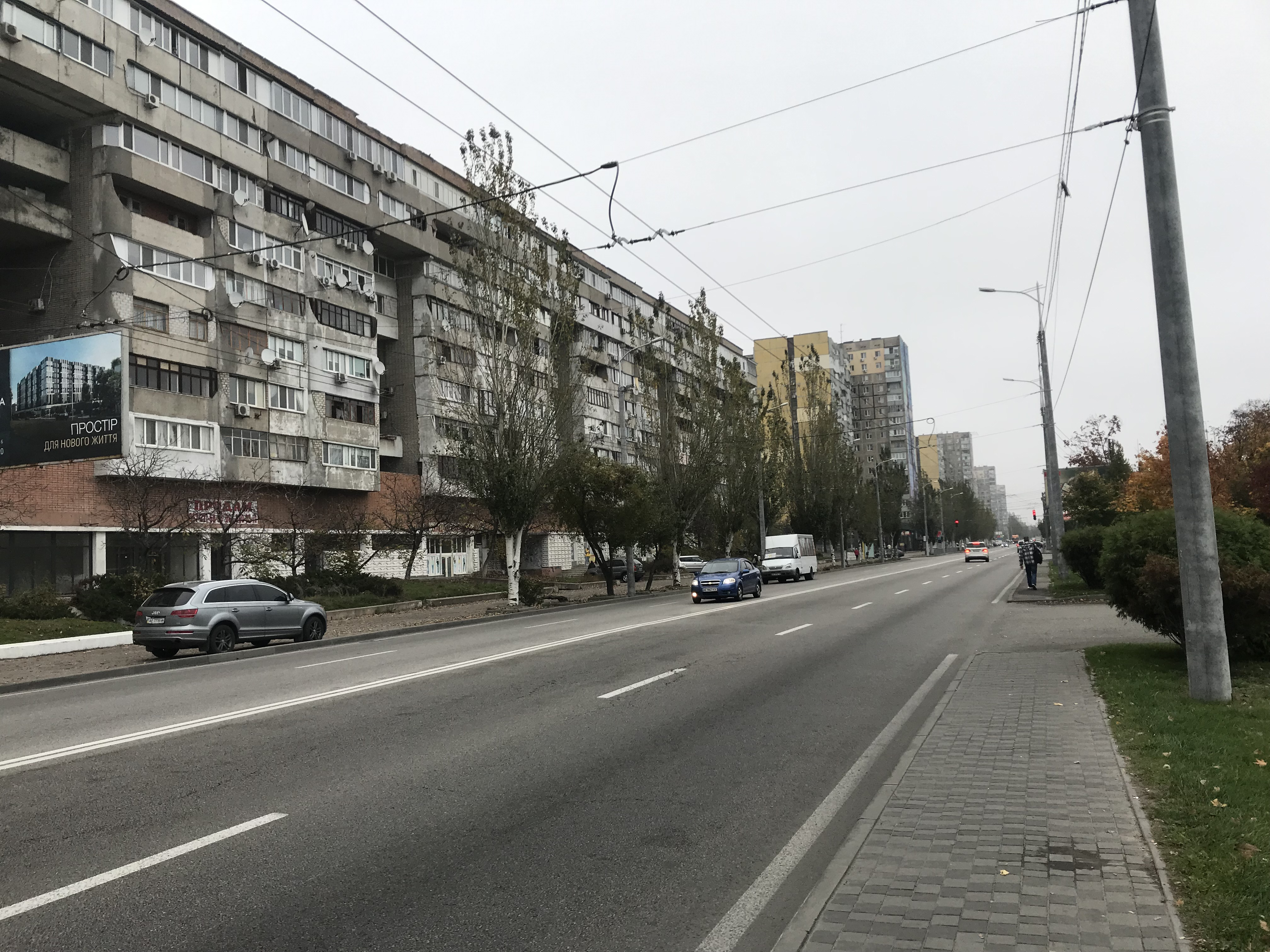
Житловий масив "Сонячний". Сонячна Набережна (колишня вулиця Маршала Малиновського)

Сонячний - житловий масив (мікрорайон) у лівобережній частині міста Дніпро, в Амур - Нижньодніпровському районі. Багатоповерхова забудова 1970 - х - 2000 - х років. 

## Межі
Північна - вулиця Любарського із залишками одноповерхової забудови, що колись мала назву селище Сахалін.
Південна - Сонячна набережна за якою починається лівий берег Дніпра із пляжем. 
Західна - Слобожанський проспект, за яким починається парк Сагайдак та Мануйлівка.
Східна - безіменний провулок, за яким починається промзона.

## Вулиці й соціальна інфраструктура
- Сонячна набережна (до 2023 року вулиця Маршала Малиновського);
- Вулиця Прогресивна;
- Вулиця Олени Пчілки (до 2016 року - Радгоспна);
- Вулиця Планетна;
- Вулиця Бортницька (до 2016 року - Піонерська);
- Вулиця Балакліївська (до 2022 року - Мурманська)
- Вулиця Володимира Любарського (до 2016 року - Івана Білостоцького);
- Провулок Володимира Любарського (колишня назва  - Івана Білостоцького)[1].

### Соціальна інфраструктура
- Торговельно - розважальний центр "Вавилон" (Сонячна набережна 2) з кінотеатром;
- Поштові відділення NN 34; 98;
- Супермаркети АТБ, Брусничка, Varus.

## Транспорт
Трамвайна лінія дев'ятого маршруту по вулиці  Любарського (площа Старомостова - М'ясокомбінат).
Тролейбусна лінія чотирнадцятого маршруту (вулиця Королеви Єлизавети ІІ - житловий масив Сонячний) по Сонячній набережній.
Автобусний маршрут N 56  з центру міста. 
Маршрутки на Придніпровський та Ігрень.
Приміські поїзди, що зупиняються на зупинній платформі 196 кілометр.

## Історія
З кінця ХІХ століття до початку 1970 - х років місце де знаходиться Сонячний займало робітниче селище Сахалін.

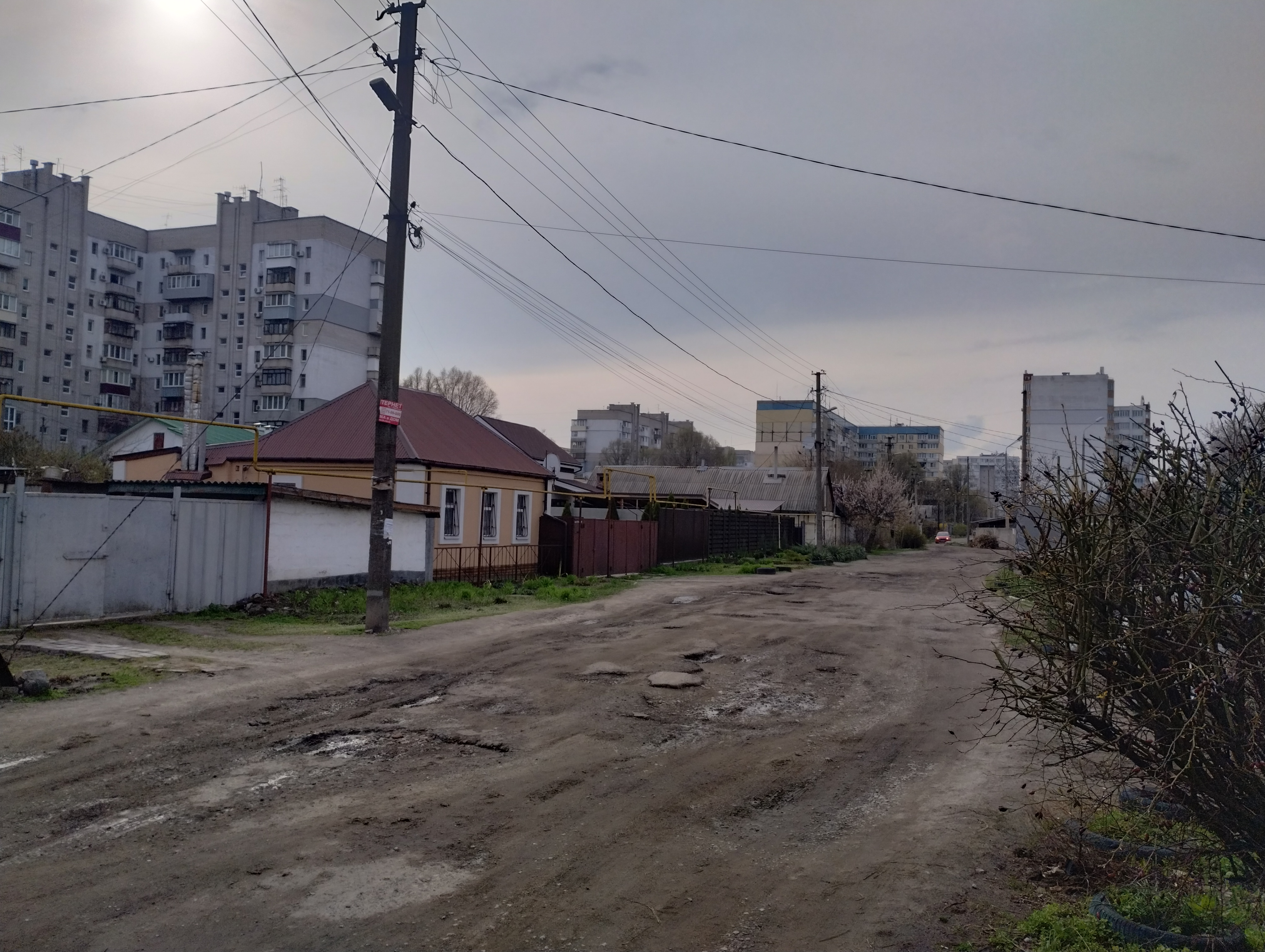
Сонячний

У 1967 році до п'ятидесятого ювілею "Великого Жовтня " було урочисто відкрито Новий Міст. Місце східніше проспекту Газети "Правда" набуло значення вузлового, тому наприкінці 1960 - х років там було спроектовано новий житловий масив.
На початку 1970 - х було зведено перші багатоповерхівки мікрорайону, що отримав назву "Лазуровий" і став  ядром майбутнього Сонячного.
До середини семидесятих було зведено чотири будинки в шістнадцять поверхів (всього їх планували звести вісім), що були облицьовані жовтим кафелем і стали головним визначальним житлового масиву з боку правого берега.
Поруч було зведено кутовий будинок, що отримав назву "Еско", від одного з розташованих в ньому магазинів.
На березі Дніпра було прокладено головну вулицю з бульваром, з якого встановили сходи на пляж. Вона отримала ім'я Маршала Родіона Яковича Малиновського. У 2023 році вулиця була перейменована на Сонячну Набережну.

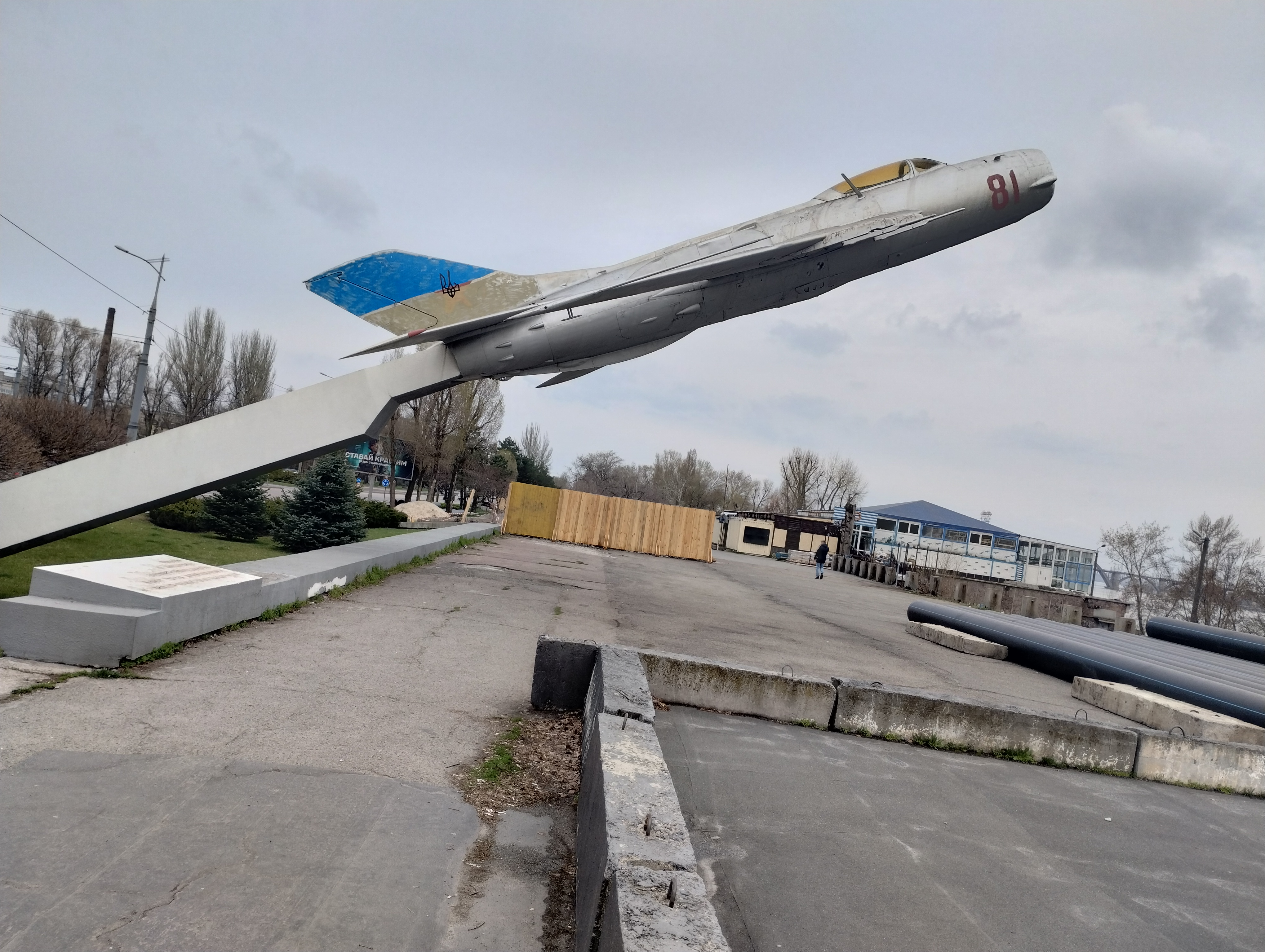
Монумент льотчикам 17 - ї повітряної армії під командуванням генерала В. О. Судеця

8 травня 1975 року, до тридцятої річниці перемоги над Німеччиною у Другій світовій війні на вулиці Маршала Малиновського було встановлено пам'ятник льотчикам 17 - ї повітряної армії під командуванням  генерал - полковника Володимира Олександровича Судеця, що у жовтні 1943 року брали участь у визволенні Дніпропетровська.  
У 1994 році було зведено торговельно-розважальний комплекс "Вавилон".

### Написи на будинках
У 1970 - ті роки на новозведених шістнадцятиповерхівках було встановлено напис "КПСС", по одній літері на кожному будинку. Вночі напис підсвічували лампочки, однак після розпаду Радянського Союзу ілюмінація припинилась.
У вересні 2004 на даху будинків встановили дещо менші літери "СДПУ(о)", котрі також підсвічувались. Після Помаранчевої революції  в січні 2005 напис було демонтовано.
У 2006 році на новобудові житлового комплексу було встановлено логотипний напис "Приорітет". Напис також було видно з правого берега, але він не підсвічувався. Згодом літера "П" відпала. Влітку 2024 напис почали демонтувати.